# El judici d'Osiris

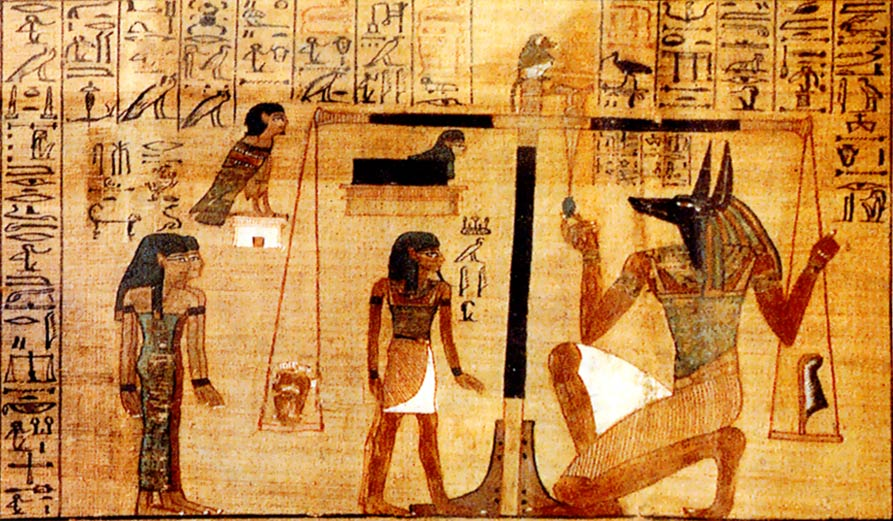
El judici d'Osiris pintat sobre papir. Capítol 125 del Llibre dels Morts.

El judici d'Osiris, en la mitologia egípcia fou l'esdeveniment culminant i principal per tot bon creient egipci. És l'equivalent al judici final pels cristians.
A la Duat, l'esperit del mort era guiat pel déu Anubis davant del tribunal d'Osiris. Anubis extreia màgicament l'Ib (el cor, que representa la consciència i moralitat) i el dipositava sobre un dels dos plats d'una balança. L'Ib era contrapesat amb la ploma de Maat (símbol de la Veritat i de la Justícia Universal), situada a l'altre plat.
Mentrestant, un jurat compost per déus li formulava preguntes referents a la seva conducta passada, i depenent de les seves respostes el cor disminuïa o augmentava de pes. El déu Thoth, actuant com a escriba, anotava els resultats i els lliurava a Osiris.

## Sentència
Al final del judici, Osiris dictava sentència:
Si aquesta era afirmativa, és a dir que el cor pesava menys, la seva Ka i la seva Ba podien anar a trobar-se amb la mòmia, conformar l'Aj i viure eternament a l'Aaru (El Paradís a la mitologia egípcia).
Però si el veredicte era negatiu, és a dir que el cor pesava més, com a càstig, el seu Ib era llançat a la divinitat Ammut, la devoradora dels morts (un ésser amb cap de cocodril, cabellera, tors i braços de lleó i cames d'hipopòtam). Això s'anomenava la segona mort i suposava per al difunt el final de la seva condició d'immortal; aquella persona deixava d'existir per a la història d'Egipte

## La Justificació

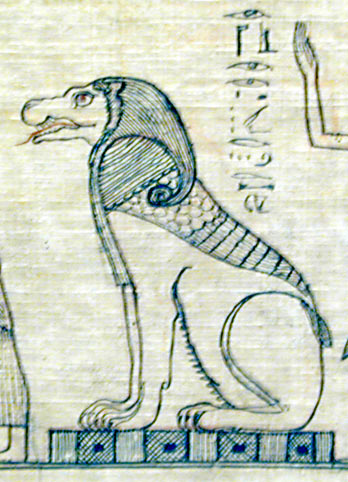
Ammut

El terme "justificat" designa la condició del difunt que passa amb èxit la prova del judici davant el tribunal d'Osiris. Aquesta escena anomenada pels traductors grecs "psicòstasis" o "pesatge de l'ànima" constitueix el capítol 125 del Llibre dels Morts, més exactament anomenat "llibre per sortir al dia" de l'egipci rn prt m xru.
El difunt havia de complir diversos requisits perquè aquest veredicte fos favorable: només s'ho mereixia aquell que podia presentar una conducta irreprotxable. Les oracions del Llibre dels Morts, a més de servir per a mostrar als déus un relat de vida sense faltes, eren una proposta de comportament moral: era un ritual sagrat molt explicit
| « | "No he comès iniquitat respecte dels homes, no he matat cap dels meus parents, no he mentit en lloc de dir la veritat, no tinc consciència de cap traïció, no he fet cap mal; a ningú he causat patiment, no he sostret les ofrenes als déus ..." | » |